# Gare de Pratteln-Salina Raurica
La gare de Pratteln-Salina Raurica (en allemand Bahnhof Pratteln-Salina Raurica) est l'une des deux gares de Pratteln, en Suisse.

## Service voyageurs

### Desserte
| Origine  | Arrêt précédent | Train | Train | Train | Arrêt suivant | Destination         |
| -------- | --------------- | ----- | ----- | ----- | ------------- | ------------------- |
| Bâle CFF | Pratteln        |       | S     |       | Kaiseraugst   | Frick ou Laufenburg |